# Valle d’Aosta vasútállomásainak listája

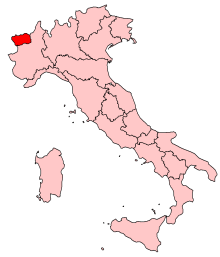
Valle d’Aosta elhelyezkedése Olaszországban

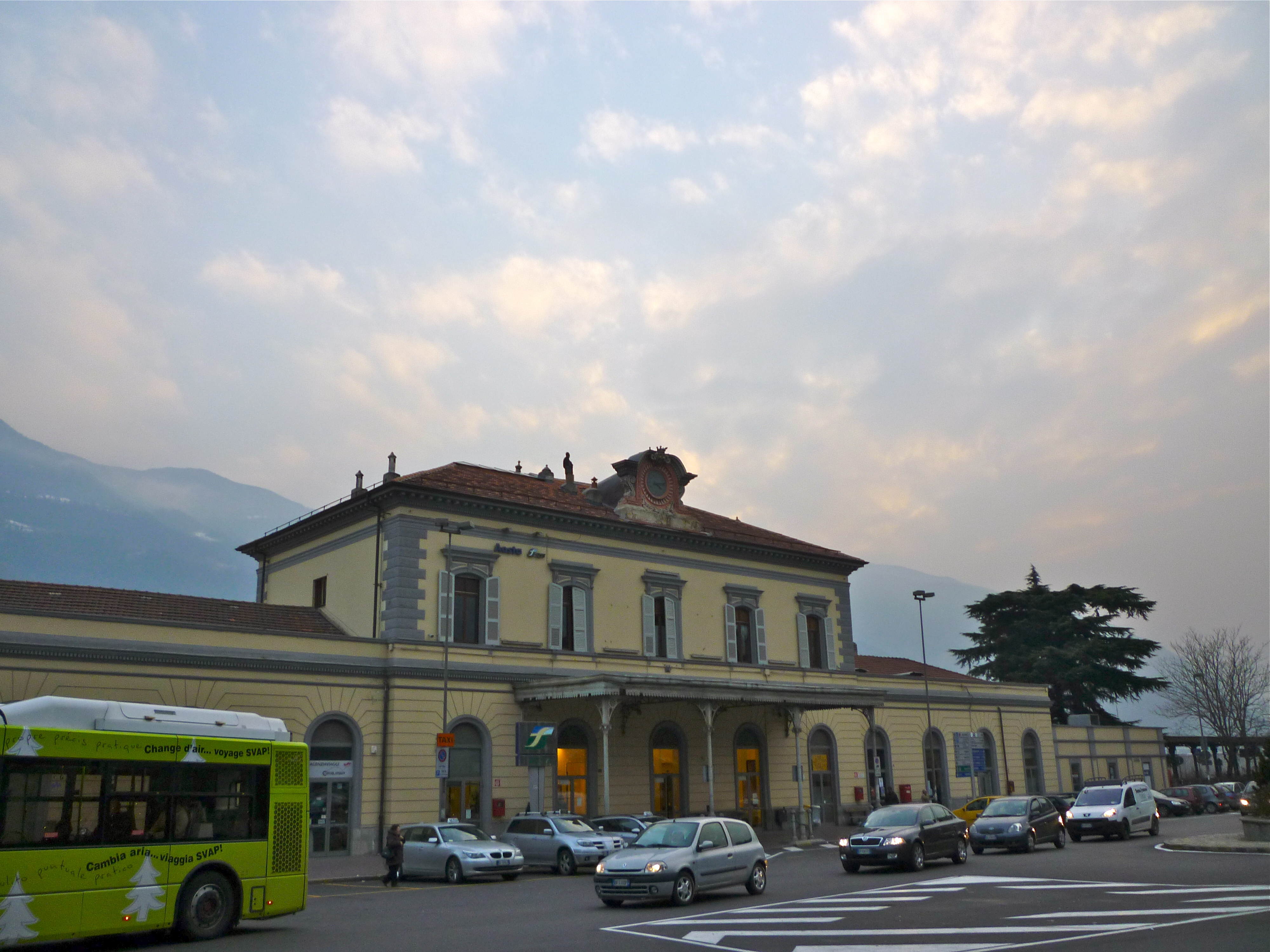
Stazione di Aosta

Ez a lista az olasz Valle d’Aosta régió vasútállomásait sorolja fel ábécé sorrendben.

## A lista
| Állomás neve                        | Cím                     | Közigazgatási egység | Megye | Hálózat       | Kategória |
| ----------------------------------- | ----------------------- | -------------------- | ----- | ------------- | --------- |
| Stazione di Aosta                   | Piazza Manzetti, 1      | Aosta                | AO    | Centostazioni | arany     |
| Stazione di Aosta Istituto          | Via Chambery            | Aosta                | AO    | RFI           | bronz     |
| Stazione di Aosta Viale Europa      | Via Sinaia              | Aosta                | AO    | RFI           | bronz     |
| Stazione di Arvier                  | Via Corrada Gex, 34     | Arvier               | AO    | RFI           | bronz     |
| Stazione di Avise                   | loc. Stazione, 2        | Avise                | AO    | RFI           | bronz     |
| Stazione di Châtillon-Saint-Vincent | Via Stazione, 1         | Châtillon            | AO    | RFI           | ezüst     |
| Stazione di Derby                   | fraz. Villaret, 39      | La Salle             | AO    | RFI           | bronz     |
| Stazione di Donnas                  | Piazza Emil Chanou, 3   | Donnas               | AO    | RFI           | bronz     |
| Stazione di Hône-Bard               | Viale Stazione, 1       | Hône                 | AO    | RFI           | bronz     |
| Stazione di La Salle                | fraz. Le Pont, 22       | La Salle             | AO    | RFI           | bronz     |
| Stazione di Morgex                  | Viale della Stazione, 8 | Morgex               | AO    | RFI           | bronz     |
| Stazione di Nus                     | Via Stazione, 18        | Nus                  | AO    | RFI           | bronz     |
| Stazione di Pont-Saint-Martin       | Via Resistenza, 152     | Pont-Saint-Martin    | AO    | RFI           | ezüst     |
| Stazione di Pré-Saint-Didier        | Allee De La Gare, 2     | Pré-Saint-Didier     | AO    | RFI           | bronz     |
| Stazione di Saint-Pierre            | Rue De La Gare, 9       | Saint-Pierre         | AO    | RFI           | bronz     |
| Stazione di Sarre                   | loc. St. Maurice, 90    | Sarre                | AO    | RFI           | bronz     |
| Stazione di Verrès                  | Via Stazione, 73        | Verrès               | AO    | RFI           | ezüst     |
| Stazione di Villeneuve              | fraz. La Crete, 5       | Villeneuve           | AO    | RFI           | bronz     |